# Pierrefitte-en-Beauvaisis
Pierrefitte-en-Beauvaisis és un municipi francès, situat al departament de l'Oise i a la regió dels Alts de França. L'any 2007 tenia 382 habitants.

## Demografia

### Població
El 2007 la població de fet de Pierrefitte-en-Beauvaisis era de 382 persones. Hi havia 144 famílies de les quals 20 eren unipersonals (8 homes vivint sols i 12 dones vivint soles), 56 parelles sense fills, 56 parelles amb fills i 12 famílies monoparentals amb fills.
La població ha evolucionat segons el següent gràfic:
Habitants censats

### Habitatges
El 2007 hi havia 147 habitatges, 139 eren l'habitatge principal de la família, 2 eren segones residències i 5 estaven desocupats. Tots els 146 habitatges eren cases. Dels 139 habitatges principals, 133 estaven ocupats pels seus propietaris i 6 estaven llogats i ocupats pels llogaters; 1 tenia dues cambres, 17 en tenien tres, 28 en tenien quatre i 94 en tenien cinc o més. 127 habitatges disposaven pel capbaix d'una plaça de pàrquing. A 54 habitatges hi havia un automòbil i a 80 n'hi havia dos o més.

### Piràmide de població
La piràmide de població per edats i sexe el 2009 era:
| Homes | Edats   | Dones |
| ----- | ------- | ----- |
| 0     | 95 o +  | 0     |
| 0     | 90 a 94 | 0     |
| 0     | 85 a 89 | 4     |
| 0     | 80 a 84 | 0     |
| 4     | 75 a 79 | 0     |
| 0     | 70 a 74 | 4     |
| 12    | 65 a 69 | 8     |
| 8     | 60 a 64 | 12    |
| 8     | 55 a 59 | 4     |
| 12    | 50 a 54 | 12    |
| 8     | 45 a 49 | 8     |
| 20    | 40 a 44 | 28    |
| 24    | 35 a 39 | 20    |
| 8     | 30 a 34 | 16    |
| 12    | 25 a 29 | 0     |
| 8     | 20 a 24 | 0     |
| 8     | 15 a 19 | 8     |
| 8     | 10 a 14 | 28    |
| 20    | 5 a 9   | 16    |
| 8     | 0 a 4   | 8     |

## Economia
El 2007 la població en edat de treballar era de 263 persones, 197 eren actives i 66 eren inactives. De les 197 persones actives 182 estaven ocupades (104 homes i 78 dones) i 15 estaven aturades (8 homes i 7 dones). De les 66 persones inactives 23 estaven jubilades, 29 estaven estudiant i 14 estaven classificades com a «altres inactius».

### Ingressos
El 2009 a Pierrefitte-en-Beauvaisis hi havia 140 unitats fiscals que integraven 402 persones, la mediana anual d'ingressos fiscals per persona era de 21.706 €.

### Activitats econòmiques
Dels 9 establiments que hi havia el 2007, 5 eren d'empreses de construcció, 2 d'empreses de comerç i reparació d'automòbils i 2 d'empreses de serveis.
Dels 5 establiments de servei als particulars que hi havia el 2009, 1 era un paleta, 2 guixaires pintors i 2 lampisteries.
L'any 2000 a Pierrefitte-en-Beauvaisis hi havia 8 explotacions agrícoles.

## Equipaments sanitaris i escolars
El 2009 hi havia una escola elemental integrada dins d'un grup escolar amb les comunes properes formant una escola dispersa.

## Poblacions més properes
El següent diagrama mostra les poblacions més properes.